# Оља Арсенијевић
Оља Арсенијевић (рођена 1967) је редовна професорка из области менаџмента.

## Биографија
Рођена је 1967. године у Новом Саду. Дипломирала је на Филозофском факултету Универзитета у Новом Саду са темом „Кулинарска лексика и лексика посуђа у Срему” 1991, магистрирала на Факултету за менаџмент Универзитета Привредна академија са просечном оценом десет и тезом „Организациона култура високообразовних институција које изучавају менаџмент” 2003. и докторирала са дисертацијом „Моделовање евалуације образовања за менаџмент” 2007. године. Радила је као асистент на Факултету за менаџмент Универзитета у Новом Саду 2001—2007, као доцент 2007—2012. и ванредни професор 2012—2014. Поред наставе је била ангажована и као шеф Катедре за оперативни менаџмент 2008—2010. и као продекан за науку 2010—2014. Била је и оснивач студијског програма Менаџмент у медијима и његов руководилац 2002—2004. Године 2014. је радила на Факултету за пословне студије и право као ванредни професор, а 24. јануара 2018. је изабрана за редовног професора. Била је и задужена за квалитет у процесу самовредновања институције, као и продекан за науку. Од 2019. је радила као гостујући професор Лидерства на Факултету организационих наука у Крању Универзитета у Марибору. Од маја 2021. је запослена на Институту за српску културу у Лепосавићу. Била је члан програмског одбора и уредник зборника радова на међународним конференцијама „На путу ка добу знања” 2006—2014, „Право, економија и менаџмент у савременим условима” 2014—2021, „Примена нових технологија у менаџменту и економији” 2014—2021. и International conference on organizational science development 2017—2021. Учествовала је у уредништву часописа Баштина Института за српску културу Приштина–Лепосавић, International Journal of Economics and Law Факултета за пословне студије и право Универзитета Унион – Никола Тесла и Трендови у пословању Високе школе за пословну економију и предузетништво Београд. Креирала је програм који је акредитован у Заводу за унапређење васпитања и образовања „Компетенције директора школе за нову парадигму управљања”.
Учествовала је у научноистраживачким пројектима „Иновациона култура као фактор у формирању и развоју иновационих система” 2006—2010. који је финансирао Секретаријат за науку Аутономне Покрајине Војводине најпре као сарадник на пројекту, а последње три године као руководилац, „Дигиталне медијске технологије и друштвено–образовне промене” 2011—2019. финансираном од Министарства просвете Републике Србије као истраживач А1 категорије, Enterpreneurship for a Suistanable Economy и Comparative Analysis оf Social Entrepreneurship иn Serbia, Russia, Europa аnd in the World као руководилац тима и уредник тематског зборника, „Истраживање параметара у области одрживог развоја еколошког система с аспекта мониторинга, заштите и коришћења вода” као члан тима, „Истраживања у области примене нових технологија у менаџменту и економији” 2018. као члан тима на пројекту, „Истраживања савремених достигнућа, трендова и могућности примене код нас у области права, економије и менаџмента” 2017. суфинансираног од Министарства просвете Републике Србије, Факултета за пословне студије и право и Факултета за стратешки и оперативни менаџмент, „Истраживање архивске грађе и сведочења преживелих логораша са посебним освртом на повод, чињенице и последице холокауста” суфинансираног од Министарства просвете Републике Србије, Факултета за пословне студије и право, Факултета за стратешки и оперативни менаџмент и Музеја жртава геноцида, Safety Culture of the Young, In The spirit of olimpic, Benchmarking оf Top Political Management оf The Republic оf Slovenia аnd the Possibility оf Applying Their Experience to the Republic оf Serbia, „Даљи правци економске трансформације у функцији развоја”, New business tendencies, „Професионализација менаџмента у здравству у Србији као услов повећања успешности”, „Мастер мајнд у бизнису, оснаживање за покретање сопственог бизниса и пракса за студенте завршних година”, „Вршњачко насиље” и „Јавни сектор – могућности целисходнијег функционисања”. Говори руски, словеначки и енглески језик.

### Монографије
- Culture, Achievement, Mentoring and Education for management: The Study of Students of Faculty of Management, Saarbrücken: LAP LAMBERT, COBISS.SR-ID 512392349, ISBN – 978-3-659-25577-9
- Управљање променама, Цеком букс, Нови Сад, ISBN – 978-86-85943-45-4
- Пословно и колективно преговарање, Цеком, Сремски Карловци.  978-86-6185-018-9. стр. 274.
- Интелектуални капитал организације: савремени управљачки инструмент, Факултет за пословне студије и право, ISBN – 978-86-81088-04-3

### Поглавља у монографијама међународног значаја
- Development of an Optimization Tool for Intangibles in SMEs: A Case Study from Serbia with a Pilot Research in the Prestige by Milka Company, Optimal Management Strategies in Small and Medium Enterprises, IGI Global, Optimal Management Strategies in Small and Medium Enterprises. Advances in Logistics, Operations, and Management Science. 2017. стр. 320—347. ISBN 9781522519492. doi:10.4018/978-1-5225-1949-2.
- Role of Regional Development Agencies in Entrepreneurial and Rural Development: emerging research and opportunities, (Advances in Business Information Systems and Analytics (ABISA) book series). Hershey, PA: IGI Global, Business Science Reference (an imprint of IGI Global), cop. 2020. XXIII, 246 str.  978-1-7998-2641-5.

### Радови индексирани у WEB of Science и SCOPUS
- Šprajc, Polona; Arsenijević, Olja; Podbregar, Iztok; Ferjan, Marko; Gabršek, Renata (2018). „CEO Background and Company Performance – Evidence from the Cohesion Regions of Eastern and Western Slovenia”. Lex Localis - Journal of Local Self-Government. 16 (3): 591—612. S2CID 158673217. doi:10.4335/16.3.591-612(2018).
- Erjavec, Karmen; Arsenijević, Olja; Starc, Jasmina (2018). „Satisfaction with managers' use of communication channels and its effect on employee-organisation relationships”. Journal of East European Management Studies. 23 (4): 559—578. doi:10.5771/0949-6181-2018-4-559., Baden-Baden.
- . doi:10.5771/1378467 (неактивно 2023-09-20). Недостаје или је празан параметар |title= (помоћ)
- Dimić, Maja; Barjaktarović, Lidija; Arsenijević, Olja; Šprajc, Polona; Žirovnik, Janez (2018). „Measuring the Concentration of Insurance sector – the Case of Southeastern European Countries”. Organizacija. 51: 50—64. S2CID 158527561. doi:10.2478/orga-2018-0004.